# Lainijärvi
Lainijärvi är en sjö i Finland. Den ligger i kommunen Enontekis i landskapet Lappland, i den norra delen av landet, 900 km norr om huvudstaden Helsingfors. Lainijärvi ligger 319,9 meter över havet. Omgivningarna runt Lainijärvi är i huvudsak ett öppet busklandskap. Arean är 48,9 hektar och strandlinjen är 4,18 kilometer lång. Sjön  ingår i Kemi älvs huvudavrinningsområde. 